# Arco de Ctesifonte
O arco de Ctesifonte, arco de Cosroes (em árabe: طاق كسرى; romaniz.: Ṭāq(-i-)Kisrā ou Ṭāq(-i-)Kasrā; em persa: طاق کسری; romaniz.: Taq-e Kesra), Iuã de Cosroes (em persa: ایوان کسرا; romaniz.: Ayvan-e Kasra) ou Iuã de Almadaim (em árabe: إيوان المدائن; romaniz.: īwān al-Madāʾin) são as ruínas dum monumento do Império Sassânida (séculos III-VII) situadas perto da cidade moderna de Salmã Paque, Iraque. É a única estrutura remanescente visível da antiga cidade de Ctesifonte. O arco é tido como marco na história da arquitetura, e é o maior de uma única peça de alvenaria não reforçada do mundo.

## História
O momento exato da construção não é conhecido com certeza. Alguns historiadores acreditam que o fundador é Sapor I (r. 240–270), e outros acreditam que a construção possivelmente começou durante o reinado de Anuxiruã, o Justo (Cosroes I), após uma campanha contra os bizantinos em 540. O salão ivã em arco, aberto no lado da fachada, tinha cerca de 37 metros de altura, 26 metros de diâmetro e 50 metros de comprimento, o maior arco de pé, construído até os tempos modernos pelo homem.
O arco fazia parte do complexo do palácio imperial. A sala do trono — presumivelmente sob ou atrás do arco — tinha mais de 30 metros de altura e cobria uma área 24 metros de largura por 48 metros de comprimento. O topo do arco tem cerca de 1 metro de espessura, enquanto as paredes na base têm até 7 metros de espessura. É o maior forte já construído no mundo. O arco da catenária foi construído sem centralização. Para tornar isso possível, várias técnicas foram usadas. Os tijolos foram colocados a cerca de 18 graus da vertical, o que lhes permitiu ser parcialmente sustentados pela parede traseira durante a construção. O cimento de secagem rápida usado como argamassa permitiu que os tijolos frescos fossem rapidamente sustentados por aqueles que foram assentados anteriormente.
O arco é agora tudo o que resta acima do solo de uma cidade que foi, durante sete séculos — do século II a.C. ao VII d.C. — a principal capital das dinastias sucessoras do império persa: partos e sassânidas. A estrutura existente hoje era o principal pórtico da sala de audiências dos sassânidas, que mantinha o mesmo local escolhido pelos partos e pelo mesmo motivo, a saber, a proximidade com o Império Romano, cujos objetivos expansionistas poderiam ser mais bem contidos no ponto de contato.
A estrutura foi capturada pelos árabes durante a conquista da Pérsia em 637 Eles a usaram como mesquita por um tempo até que a área foi gradualmente abandonada. No início do século X, o califa abássida Almoctafi desenterrou as ruínas do palácio para reutilizar seus tijolos na construção do Palácio Taje em Bagdá.
O monumento também é objeto de um poema de Cacani, que visitou as ruínas no século XII.

### Era moderna
Em 1851, o artista francês Eugène Flandin visitou e estudou a estrutura com Pascal Coste que observou "os romanos não tinham nada parecido ou do tipo".
Em 1888, uma inundação grave demoliu a maior parte do edifício.
Em 1940, Roald Dahl, em treinamento de piloto na RAF Habbaniya, perto de Bagdá, tirou uma foto premiada usando uma câmera Zeiss do Arco de Ctesifonte, no Iraque, que foi posteriormente leiloada pela família Dahl para arrecadar fundos para o Roald Dahl Museu e Centro de História. A foto ganhou seis mil euros. Em sua autobiografia Boy, ele escreve:
Você pode não acreditar, mas quando eu tinha dezoito anos eu ganhava prêmios e medalhas da Royal Photographic Society em Londres e de outros lugares como a Photographic Society of Holland. Até recebi uma grande e adorável medalha de bronze da Sociedade Fotográfica Egípcia, no Cairo, e ainda tenho a fotografia que a conquistou. É uma foto de uma das chamadas Sete Maravilhas do Mundo, o Arco de Ctesifonte no Iraque. Este é o maior arco sem suporte do mundo e tirei a fotografia enquanto treinava para a RAF em 1940. Eu estava voando sobre o solo do deserto em um velho biplano Hawker Hart e tinha minha câmera no pescoço. Quando avistei o enorme arco sozinho em um mar de areia, abaixei uma asa e pendurei nas tiras e soltei o graveto enquanto mirava e clicava no obturador. Saiu bem.
O monumento estava sendo reconstruído pelo governo de Saddam Hussein no decorrer dos anos 80, quando a ala norte caída foi parcialmente reconstruída. Todos os trabalhos, entretanto, pararam após a Guerra do Golfo 1991. De 2004 a 2008, o governo iraquiano cooperou com o Projeto Diyala, da Universidade de Chicago, para restaurar o local a um custo de cem mil dólares. O Ministério da Cultura também convidou uma empresa tcheca, a Avers, para restaurar o site. Essa restauração foi concluída em 2017.
Em 7 de março de 2019, um colapso parcial danificou ainda mais o arco, apenas dois anos após sua última restauração.

## Documentário
Em 2017, Pejman Akbarzadeh, sediado na Holanda, fez o primeiro documentário completo sobre o arco: Taq Kasra: Wonder of Architecture. O monumento corria o risco de ataques do ISIS em 2015-2016; Akbarzadeh temia que pudesse ser destruído em breve e, portanto, sentia urgência em filmar seu documentário. O filme explora a história e a arquitetura do arco com estudiosos e arqueólogos prolíficos em vários países.

## Galeria

Taq Kasra Gallery
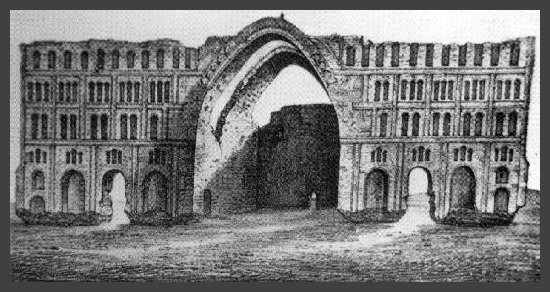
Desenho 1824 pelo capitão Hart
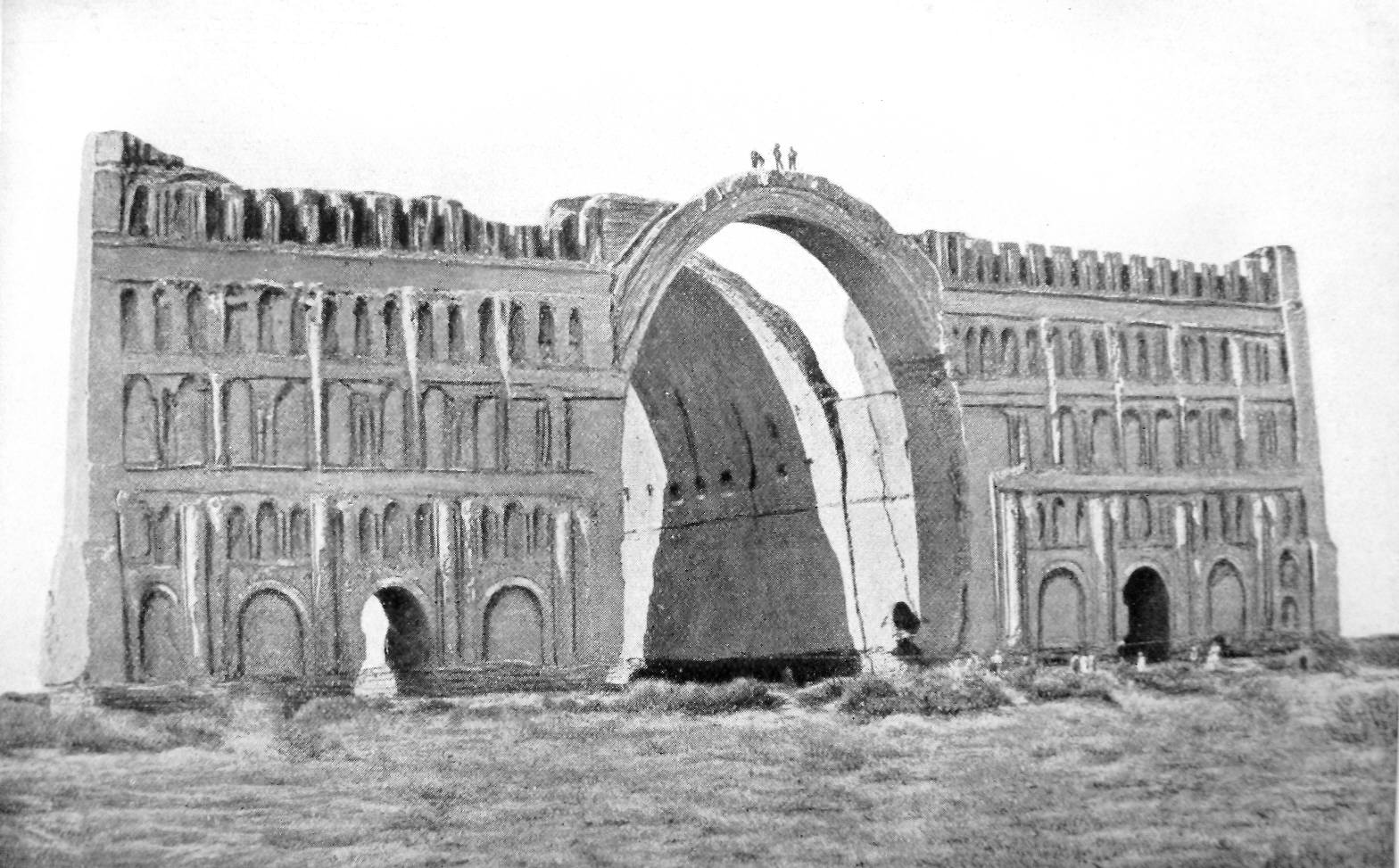
Foto de 1864
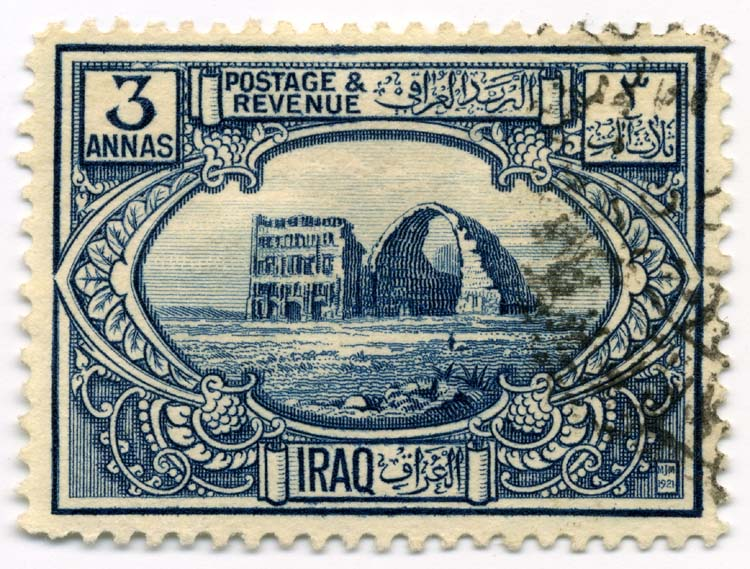
Selo postal iraquiano de 1923, com o arco
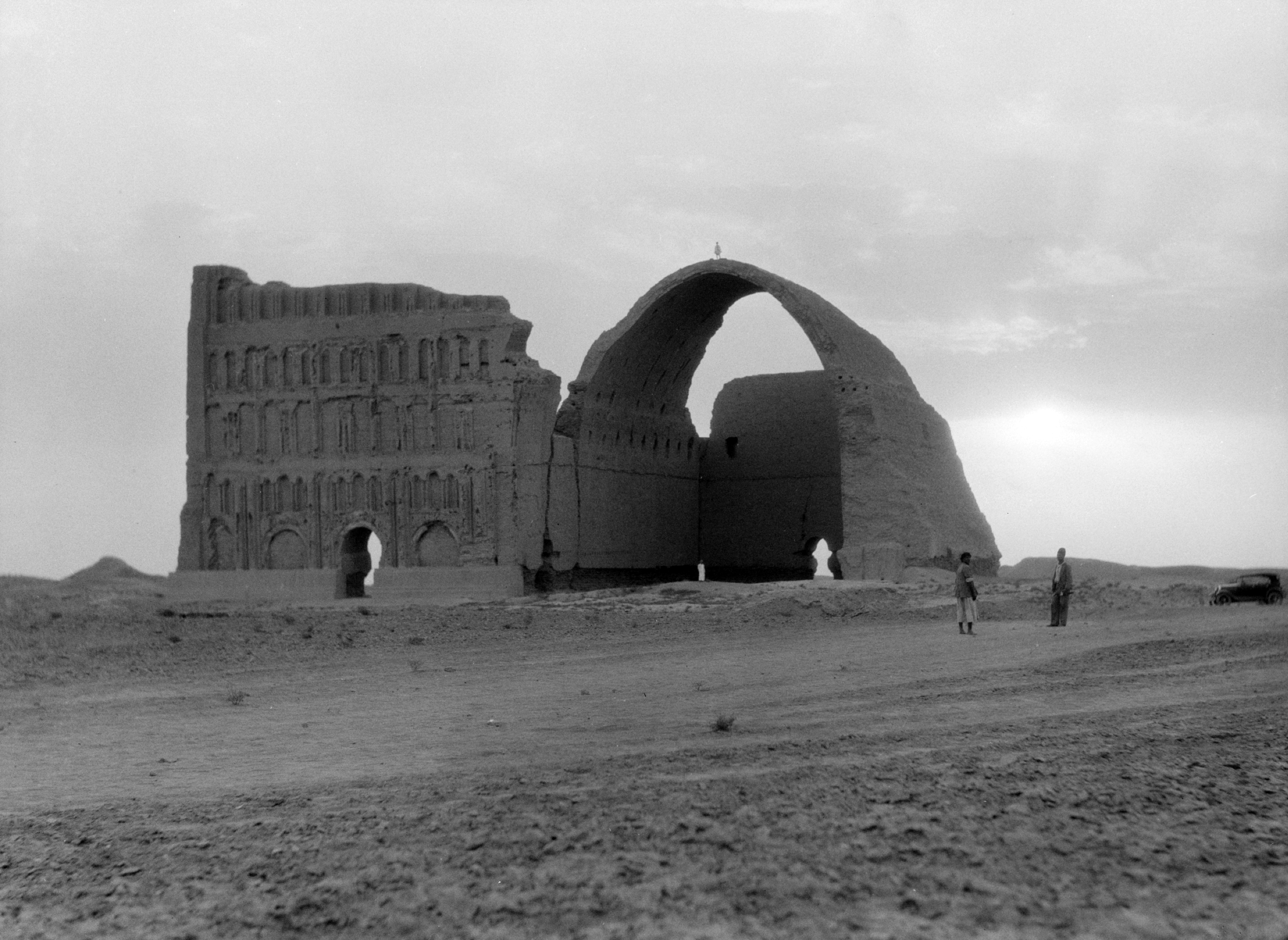
Foto de 1932
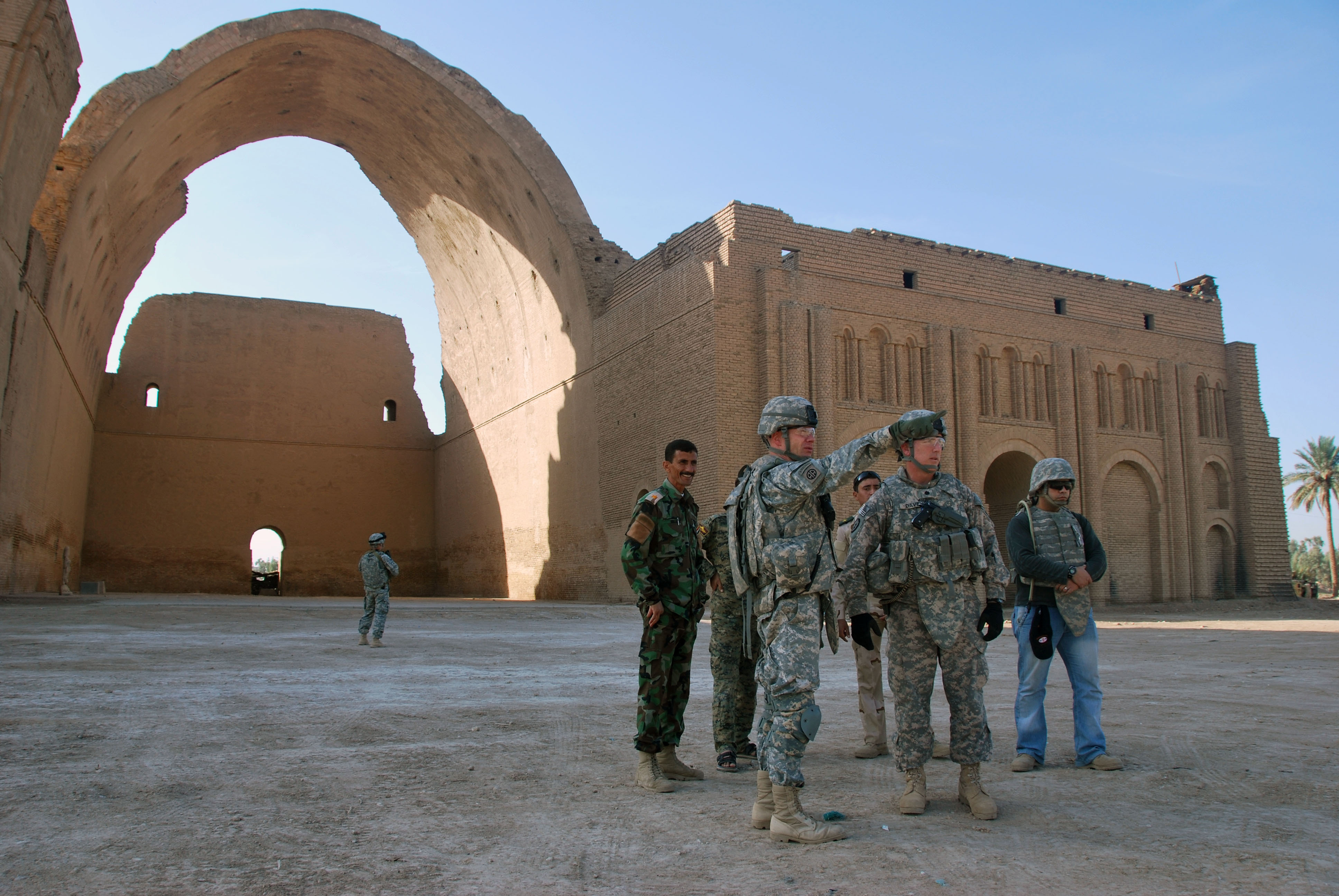
Foto de 2009: oficiais iraquianos e militares americanos discutem planos para reformar as estruturas existentes.
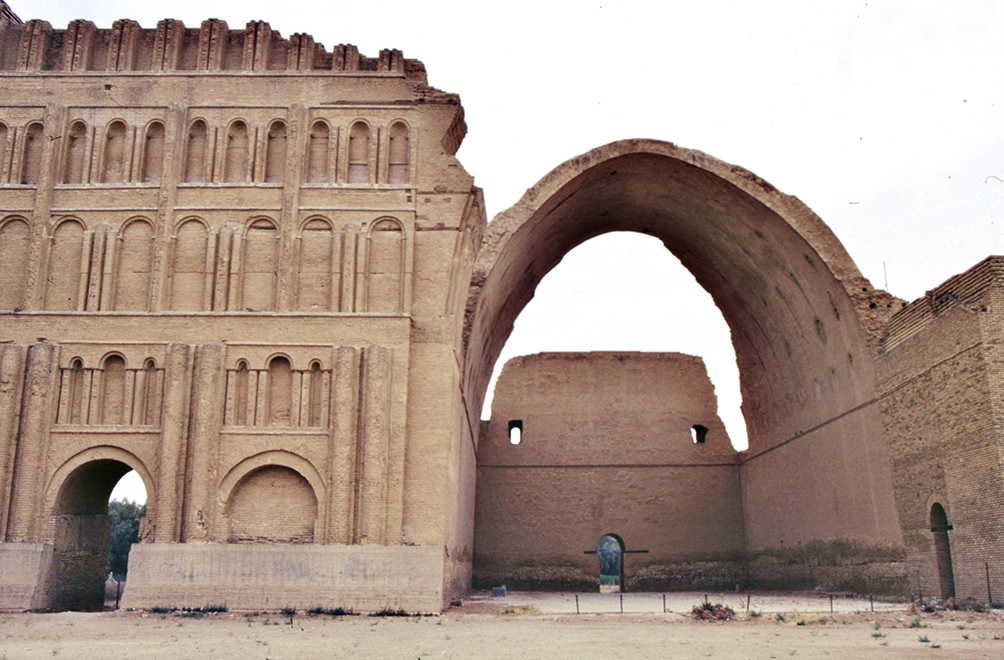
Foto de 2016
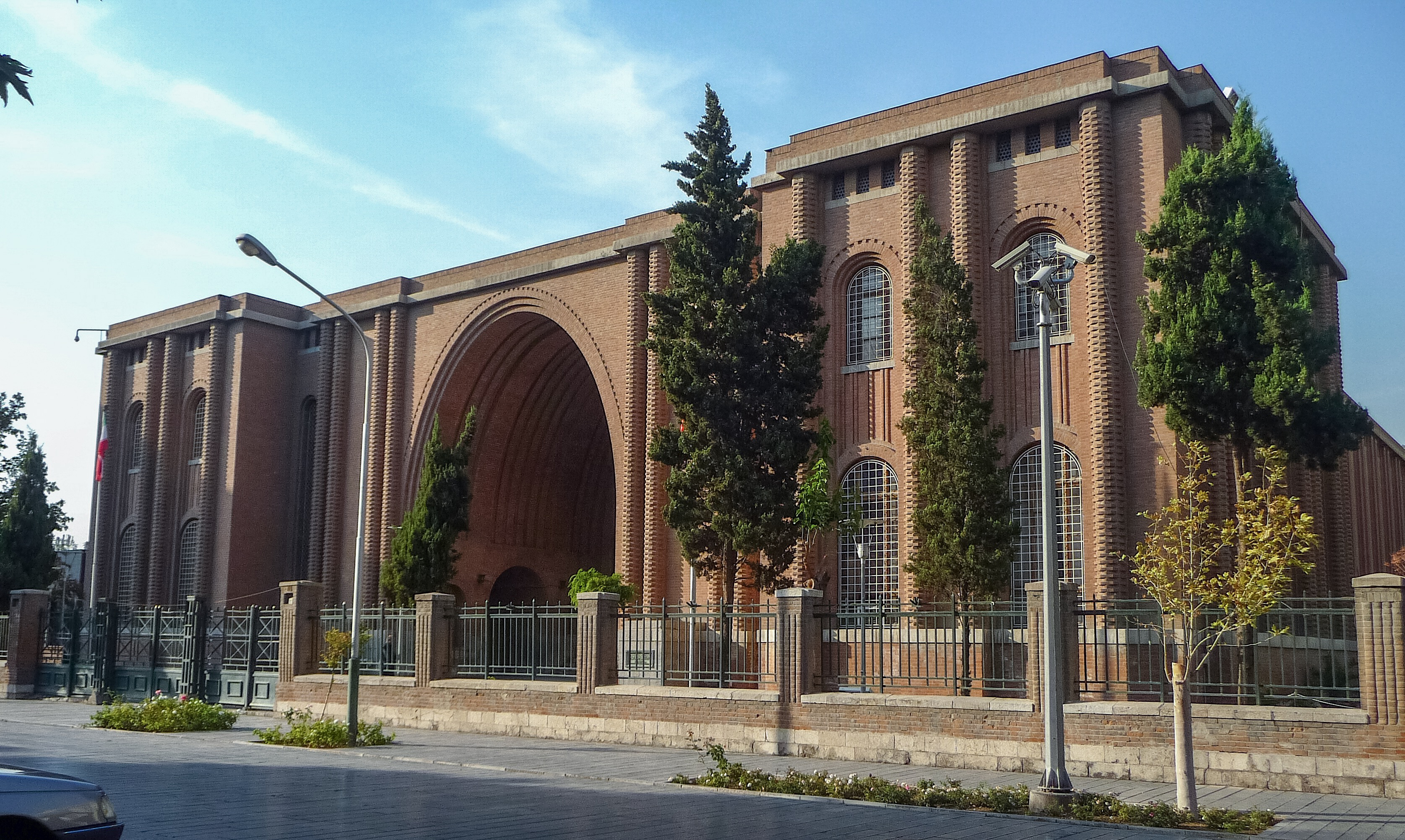
O Museu Nacional do Irã, cuja arquitetura é adotada a partir do arco